# Frederick Taylor Gates
Frederick Taylor Gates (22 de julio de 1853 - 6 de febrero de 1929) fue un clérigo baptista estadounidense, educador y el principal asesor comercial y filantrópico del magnate John D. Rockefeller sénior, entre 1891 y 1923.

## Primeros años
Gates nació el 22 de julio de 1853 en Maine, Condado de Broome, Nueva York. Era el hijo de Granville y Sarah Jane (de nacimiento Bowers) Gates. Su padre era ministro baptista y su vecino y tío, Cyrus Gates, cartógrafo, abolicionista y juez local.
Se graduó por la Universidad de Rochester en 1877 y en el Seminario Teológico de Rochester en 1880. De 1880 a 1888, ejerció como pastor de la Iglesia Central Baptista en Minneapolis, Minnesota. Dejó el ministerio y fue nombrado secretario de la recién formada Sociedad Americana de Educación Baptista, donde defendió la creación de una Universidad Baptista en Chicago para llenar un vacío que existía en la educación baptista.

## Asesor de Rockefeller
El 21 de enero de 1889, Gates se reunió con John D. Rockefeller sénior, educado en la fe baptista. Su influencia se convirtió en un factor fundamental para que Rockefeller decidiera Universidad (Baptista) de Chicago. Posteriormente, Gates ejerció durante muchos años como fiduciario de su junta directiva.

### Standard Oil
Gates se convirtió en el asesor filantrópico y comercial clave de Rockefeller, trabajando en la oficina familiar recién establecida en la sede de la Standard Oil en el 26 de Broadway, donde supervisó las inversiones de Rockefeller en una serie de compañías, pero no en su cartera personal en el Standard Oil Trust. 
Desde 1892 en adelante, frente a sus inversiones y propiedades inmobiliarias en constante expansión, Rockefeller reconoció la necesidad de asesoramiento profesional, por lo que formó un comité de cuatro miembros, en el que luego incluyó a su hijo, John D. Rockefeller, Jr., para administrar su dinero, y nominó a Gates como su jefe y como su asesor comercial principal. Con este cometido, Gates dirigió el dinero de Rockefeller predominantemente a grupos empresariales sindicados organizados por la casa de inversión Kuhn, Loeb & Co. y, en menor medida, a la firma de J. P. Morgan.

### Otros cargos
Gates formó parte de la dirección de muchas compañías en las que Rockefeller tenía una participación mayoritaria; de hecho, el magnate poseía una cartera de valores de un tamaño sin precedentes para un particular. Aunque Gates es reconocido hoy principalmente como un asesor filantrópico, el propio Rockefeller lo consideraba el mejor hombre de negocios que había conocido en su vida, omitiendo figuras tan importantes de la época como Henry Ford y Andrew Carnegie.
Cuando dejó de ser asesor comercial de Rockefeller en 1912, Gates continuó asesorándolo a él y a su hijo, John D. Rockefeller, Jr., en asuntos filantrópicos, al mismo tiempo que servía en muchas juntas corporativas. También presidió la Junta de Educación General, que posteriormente se fusionó con otras instituciones familiares de los Rockefeller.

### Filantropía
Después de 1912, Gates se centró exclusivamente en la filantropía. Modificó el procedimiento inicial de Rockefeller consistente en repartir pequeñas sumas a destinatarios específicos, y lo sustituyó por un proceso general de establecer fundaciones bien financiadas, que fueron dirigidas por expertos que decidieron qué temas de reforma estaban maduros. En total, Gates supervisó la distribución de aproximadamente 500 millones de dólares. Aunque el propio Rockefeller creía en la medicina tradicional, el multimillonario escuchó a sus expertos, y Gates lo convenció de que podría tener el mayor impacto modernizando la medicina, especialmente reformando la educación, patrocinando investigaciones para identificar curas y erradicando sistemáticamente enfermedades debilitantes que minaban la eficiencia nacional, como el anquilostoma. 
En 1901, concibió el Instituto Rockefeller de Investigación Médica (posteriormente Universidad Rockefeller), presidiendo la junta de la institución. Posteriormente organizó la Fundación Rockefeller, convirtiéndose en uno de sus administradores después de su creación en 1913. También presidió la Junta de Educación General, que se convirtió en la fundación líder en el campo de la educación. 
Sin embargo, en 1912, John D. Rockefeller, Jr. estaba tomando el control de las actividades filantrópicas, y Gates pasó a un segundo plano. Aunque  siempre tuvo presente su fe baptista, comenzó a cambiar las aportaciones destinadas a las organizaciones benéficas religiosas, por actividades decididamente más seculares, como la investigación médica y la educación. Diseñó la Junta Médica de China (CMB) en 1914. En lugar de ver a China a través de la lente misionera tradicional de millones de paganos que debían ser convertidos al cristianismo, Gates depositó su fe en la ciencia. Se quejó de que los misioneros en China estaban atrapados en la "esclavitud de la tradición y la ignorancia y el sentimiento equivocado respecto a sus iglesias de base". Habían hecho pocos conversos y aprovecharon la oportunidad de difundir la ciencia occidental. Había cientos de misioneros médicos, pero vincularon los "milagros" médicos occidentales con las enseñanzas del cristianismo. En lugar de centrarse en la salud preventiva, instaron a los pacientes enfermos y moribundos a convertirse. Gates planeó hacerse cargo del Colegio Médico de la Unión de Pekín y volver a capacitar a los misioneros allí. Trabajando en un campo marcado por la confluencia de la filantropía, del imperialismo, de las grandes empresas, de la religión y de la ciencia, la Junta Médica de China fue su último gran proyecto. 
En 1924, se extralimitó, pidiendo a la Junta de la Fundación Rockefeller que invirtiera 265 millones en la Junta Médica de China. La suma fantástica haría que la atención médica china fuera la mejor del mundo y eliminaría la influencia del denominacionalismo de la práctica de la medicina y el trabajo de caridad en China. La Junta se negó y Gates se convirtió en víctima de su propio énfasis en potenciar la "regla de somerter las decisiones al juicio de los expertos". Los expertos en China y en medicina no estuvieron de acuerdo con él, y fue marginado, lo que provocó su renuncia al CMB.
Gates estaba comprometido con el movimiento progresista y con el movimiento de la eficiencia. Buscó utilizar como palanca unos pocos millones de dólares para generar cambios significativos, como en la creación de una nueva universidad, la erradicación del anquilostoma porque reducía la eficiencia, o la revolución en los hospitales causada por el Informe Flexner.

## Vida personal
El 28 de junio de 1882, Gates se casó con Lucia Fowler Perkins, que  murió un año después. El 3 de marzo de 1886, se casó con Emma Lucile Cahoon (1855-1934). Juntos, fueron los padres de:
- Frederick Lamont Gates (1886-1933), médico y científico del Instituto Rockefeller de Investigación Médica.[11]
- Franklin Herbert Gates (1888-1945)
- Russell Cahoon Gates (1890-1964),[12] quien se casó con Lois Ada Lottridge (1901-1988)[13]
- Alice Florence Gates (1891-1974), quien se casó con el Dr. William Kent Pudney en 1929.[14]
- Lucia Louise Gates (1893-1967)
- Grace Lucile Gates (1895-1981)
- Percival Taylor Gates (1897-1978)[15]

La familia Gates vivía en el 66 de South Mountain Avenue en Montclair, Nueva Jersey.
Gates murió el 6 de febrero de 1929 de neumonía y apendicitis aguda en Phoenix, Arizona, donde estaba acompañado por su esposa visitando a una hija. Después del funeral y de un memorial en la Primera Iglesia Congregacional en Montclair, fue enterrado en el  cementerio Monte Hebrón de Upper Montclair.

### Descendientes
A través de su hijo mayor Frederick, fue el abuelo de Frederick Taylor Gates, quien se casó con Patricia Brown, la hija de William Stuart Forbes, Jr.

## Lecturas relacionadas
- Baick, John S. "Cracks in the Foundation: Frederick T. Gates, the Rockefeller Foundation, and the China Medical Board." Journal of the Gilded Age and Progressive Era 2004 3(1): 59-89. ISSN 1537-7814 Fulltext: at History Cooperative, the most useful analysis
- Berliner, Howard S.  A System of Scientific Medicine: Philanthropic Foundations in the Flexner Era. Tavistock, 1985. 190 pp.
- Brown, E. Richard Rockefeller Medicine Men: Medicine and Capitalism in America (1979), sees Rockefeller philanthropy as bad because it reflected Western imperialism
- Chernow, Ron, Titan: The Life of John D. Rockefeller, Sr., 1998.
- Gates, Frederick Taylor. Chapters in my Life. 1977. autobiography
- General Education Board The General Education Board: An Account of Its Activities, 1902-1914 (1915 Archivado el 28 de julio de 2012 en Wayback Machine.).
- Nevins, Allan, Study in Power: John D. Rockefeller, Industrialist and Philanthropist. 2 vols. New York: Charles Scribner's Sons, 1953.
- Ninkovich, Frank. "The Rockefeller Foundation, China, and Cultural Change," Journal of American History 70 (March 1984): 799-820. in JSTOR
- Starr, Harris Elwood,  "Frederick T.  Gates" in Dictionary of American Biography, Volume 4 (1931).

- Datos: Q1453019
- Multimedia: Frederick Taylor Gates / Q1453019